# Cerro Caramanta
Cerro Caramanta es una montaña en Colombia. Está ubicado en la parte central del país, 240 km al oeste de Bogotá, la capital del país. El Cerro Caramanta se encuentra a 1319 metros sobre el nivel del mar.
El terreno alrededor del Cerro Caramanta es montañoso en el noreste y también en el suroeste. La zona más alta tiene una altitud de 3,015 metros y se encuentra 4.4 km al noreste del Cerro Caramanta. Hay alrededor de 34 personas por kilómetro cuadrado alrededor del Cerro Caramanta, una población relativamente pequeña. La población más grande y más cercana es La Merced, a 17.6 km al sureste de Cerro Caramanta. Cerro Caramanta está casi rodeado de bosque.
La temperatura promedio es de 11 °C. El mes más caluroso es junio, con 12 °C, y el diciembre más frío, con unos 10 °C. La precipitación media es de 2548 milímetros al año. El mes más lluvioso es octubre, con 291 milímetros de lluvia, y el más seco es julio, con 82 milímetros.
| Climograma de Cerro Caramanta | Climograma de Cerro Caramanta | Climograma de Cerro Caramanta | Climograma de Cerro Caramanta | Climograma de Cerro Caramanta | Climograma de Cerro Caramanta | Climograma de Cerro Caramanta | Climograma de Cerro Caramanta | Climograma de Cerro Caramanta | Climograma de Cerro Caramanta | Climograma de Cerro Caramanta | Climograma de Cerro Caramanta |
| --- | ----------------------------- | ----------------------------- | ----------------------------- | ----------------------------- | ----------------------------- | ----------------------------- | ----------------------------- | ----------------------------- | ----------------------------- | ----------------------------- | ----------------------------- |
| E | F                             | M                             | A                             | M                             | J                             | J                             | A                             | S                             | O                             | N                             | D                             |
| 161 15 9 | 220 15 10                     | 258 16 9                      | 280 15 7                      | 284 15 6                      | 142 17 8                      | 82 15 8                       | 162 16 8                      | 190 14 9                      | 291 14 8                      | 275 15 4                      | 205 12 7                      |
| temperaturas en °C • totales de precipitación en mm fuente: |                               |                               |                               |                               |                               |                               |                               |                               |                               |                               |                               |
| Conversión sistema imperial\| E \| F \| M \| A \| M \| J \| J \| A \| S \| O \| N \| D \| \| 6.3 59 48 \| 8.7 59 50 \| 10 61 48 \| 11 59 45 \| 11 59 43 \| 5.6 63 46 \| 3.2 59 46 \| 6.4 61 46 \| 7.5 57 48 \| 11 57 46 \| 11 59 39 \| 8.1 54 45 \| \| temperaturas en °F • totales de precipitación en pulgadas \| \| \| \| \| \| \| \| \| \| \| \| |                               |                               |                               |                               |                               |                               |                               |                               |                               |                               |                               |
| E | F                             | M                             | A                             | M                             | J                             | J                             | A                             | S                             | O                             | N                             | D                             |
| 6.3 59 48 | 8.7 59 50                     | 10 61 48                      | 11 59 45                      | 11 59 43                      | 5.6 63 46                     | 3.2 59 46                     | 6.4 61 46                     | 7.5 57 48                     | 11 57 46                      | 11 59 39                      | 8.1 54 45                     |
| temperaturas en °F • totales de precipitación en pulgadas |                               |                               |                               |                               |                               |                               |                               |                               |                               |                               |                               |